# Parshuram
Parshuram är ett underdistrikt i Bangladesh. Det ligger i den sydöstra delen av landet, 120 km sydost om huvudstaden Dhaka.
Trakten runt Parshuram består till största delen av jordbruksmark. Runt Parshuram är det tätbefolkat, med 947 invånare per kvadratkilometer.